# 立石村 (福岡県三井郡)
立石村（たていしむら）は、福岡県三井郡にあった村。現在の小郡市の一部。

## 地理
筑後川支流、宝満川の中流域に位置していた。

## 歴史

### 沿革
- 1889年（明治22年）4月1日 - 町村制の施行により、御原郡松崎町、上岩田村、井上村、吹上村、干潟村、乙隈村、山隈村（一部、今隈名・花立名）、大板井村（一部、字車屋前・上楽・今当・ツル）が合併して村制施行し、立石村が発足[1][2]。
- 1896年（明治29年）4月1日 - 郡の統合により三井郡に所属[1][3]。
- 1955年（昭和30年）3月31日 - 三井郡小郡町、三国村、御原村、味坂村と合併し、小郡町が存続して廃止された[1][2]

### 地名の由来
- 筑前国・筑後国の国境石や街道筋の道標石の所在による[1]。

## 交通

### 鉄道
- 1924年（大正13年）- 中央軌道 松崎 - 小郡間が開通[1]。
- 1939年（昭和14年）- 国鉄甘木線（現甘木鉄道甘木線）が開通。筑後松崎駅（現松崎駅）を開設[1]。

## 教育

### 小学校
- 1894年（明治27年）- 松崎小学校を立石第一尋常小学校、干潟小学校を立石第二尋常小学校に改称[1]。
- 1911年（明治44年）- 上記二校を合併して立石尋常小学校開校[1]。

## 主な出身者
- 柴田睦夫 - 弁護士、衆議院議員